# Ban (informacja)
Ban (czasem także hartley – oznaczenie Hart, określany też jako dit od ang. decimal digit) – logarytmiczna jednostka miary ilości informacji lub entropii. Jeden ban (hartley) to ilość informacji zawarta w wiadomości o zajściu zdarzenia, którego prawdopodobieństwo wynosi 0,1. Konstrukcja tej jednostki ilości informacji oparta jest na logarytmie o podstawie 10 (logarytm dziesiętny). Jednostką miary ilości informacji opartą na logarytmie o podstawie 2 jest bit, a na logarytmie o podstawie e (logarytm naturalny) – nat. Decyban jest jedną dziesiątą bana.
Jeden ban to około 3,32 bita (log2(10)), lub 2,30 nata (ln(10)). Decyban to 0,33 bita.

## Historia
Ban i decyban zostały wprowadzone przez Alana Turinga i I.J. Gooda w 1940 do pomiaru ilości informacji uzyskiwanej przez kryptologów przy użyciu metody Banburismus w ośrodku Bletchley Park. Informacje te wykorzystywano do wykrywania zmienianych codziennie ustawień niemieckiej maszyny szyfrującej Enigma. Nazwa została zainspirowana przez wykorzystywane w tej metodzie kartonowe arkusze dużych rozmiarów, które były drukowane w miejscowości Banbury odległej około 30 mil od ośrodka dekryptażu.
Nazwa hartley związana jest z nazwiskiem Ralpha Hartleya, który historycznie jako pierwszy zasugerował tę jednostkę w 1928 (patrz Reza (1961) 1994:7). Jednostka ta była używana przez co najmniej osiem lat przed wprowadzonym przez Shannona bitem.

## Wykorzystanie w rachunku prawdopodobieństwa
Decyban jest szczególnie użyteczny do mierzenia ilorazu szans. 10 decybanów to iloraz szans 10:1; 20 decybanów to 100:1 itd.

## Literatura
- Hartley, R.V.L., Transmission of Information, „Bell System Technical Journal”, July 1928.
- Reza, Fazlollah M., An Introduction to Information Theory. New York: Dover, 1994. ISBN 0-486-68210-2.
- David J.C. MacKay. Information Theory, Inference, and Learning Algorithms Cambridge: Cambridge University Press, 2003. ISBN 0-521-64298-1. Ta pozycja jest dostępna również w wersji elektronicznej – podręcznik teorii informacji. Jeden z rozdziałów tej książki omawia jednostki informacji oraz procedurę dekryptażu Banburismus wykorzystywaną przy ustalaniu codziennych ustawień Enigmy.